# 김소월
김소월(金素月, 1902년 9월 7일 (음력 8월 6일) ~ 1934년 12월 24일)은 일제강점기의 시인이다. 본명은 김정식(金廷湜)이지만, 호인 소월(素月)로 더 널리 알려져 있다. 본관은 공주(公州)다. 1934년 12월 24일 평안북도 곽산 자택에서 향년 33세로 병사한 그는 서구 문학이 범람하던 시대에 민족 고유의 정서에 기반한 시를 쓴 민족 시인으로 잘 알려져 있다.

## 생애
1902년 9월 7일, 평안북도 구성군에서 출생하였고 지난날 평안북도 정주군에서 잠시 유아기를 보낸 적이 있는 그는 훗날 평안북도 곽산군에서 성장하였다. 1904년 처가로 가던 부친 김성도는 정주군과 곽산군을 잇는 철도 공사장의 일본인 목도꾼들에게 폭행당한 후 정신 이상자가 되었다. 이후 김소월은 광산을 경영하는 조부의 손에서 컸다. 김소월에게 이야기의 재미를 가르쳐 주어 영향을 끼친 숙모 계희영을 만난 것도 이 무렵이다.
평안북도 곽산 남산보통학교를 졸업하고 1915년 평안북도 정주 오산고등보통학교에서 조만식과 평생 문학의 스승이 될 김억을 만났다. 김억의 격려를 받아 1920년 동인지 《창조》5호에 처음으로 시를 발표했다. 오산학교를 다니는 동안 김소월은 왕성한 작품 활동을 했으며, 1925년에는 생전에 낸 유일한 시집인 《진달래꽃》을 발간했다.
1916년 오산학교 재학 시절 고향 구성군 평지면의 홍시옥의 딸 홍단실과 결혼했다.
3·1 운동 이후 오산학교가 문을 닫자 경성 배재고등보통학교 5학년에 편입해서 졸업했다. 1923년에는 일본 도쿄 상과대학교에 입학하였으나, 같은 해 9월에 관동대지진이 발생하자 중퇴하고 귀국했다. 이 무렵 서울 청담동에서 나도향과 만나 친구가 되었고 《영대》동인으로 활동했다.
김소월은 고향으로 돌아간 후 조부가 경영하는 광산일을 도왔으나 일이 실패하자 처가인 구성군으로 이사하였다. 구성군 남시면에서 개설한 동아일보 지국마저 실패하는 바람에 극도의 빈곤에 시달렸다. 본래 예민했던 그는 정신적으로 큰 타격을 받고 술로 세월을 보냈으며, 친척들한테도 천시를 받았고 일본의 압박으로 부인과 동반자살 시도까지 했다.
류머티즘으로 고생을 하다가 1934년 12월 24일 평안북도 곽산에서 뇌졸중으로 세상을 떠났다. 향년 33세였다. 이틀 전, "여보, 세상은 참 살기 힘든 것 같구려." 라면서 쓴웃음지으며 우울해했다고 한다. 이 때문에 김소월이 자살한 거 아니냐는 추측이 나오기도 했다.
김소월의 증손녀가 증언한 바로는, 김소월은 심한 관절염을 앓고 있었고 통증을 완화하기 위해 아편을 먹곤 했다고 한다. 그것으로 인해 아편 과다복용의 후유증으로 인해 세상을 떠난 것이 아니냐는 설도 있다.

### 사후
1977년, 사후 43년 만에 그의 시작 노트를 발견했는데, 여기에 실린 시 가운데 스승 김억이 이미 발표한 게 있어 사람들을 놀라게 했다. 김억이 제자의 시를 자신의 시로 발표했던 것이다.
1981년, 금관문화훈장(1등급)이 추서되었으며 서울 남산에 그를 기리는 시비가 세워졌다.
1986년 조사 결과 발표에 따르면, 한국 가곡의 20%가 김소월의 시에 곡을 붙인 것이며 그 수에서 가곡시인 중 1위를 차지하였다.

## 작품 경향
민요조의 서정적인 목소리의 시작활동을 하였으나 바라건대는 우리에게 우리의 보습 대일 땅이 있었더라면에서는 민족적 현실의 각성을 통해 참여적인 목소리로 기울었다.

## 평가
조연현은 "김소월의 시는 그 어느 것을 막론하고 향토적인 체취가 강하게 풍기고 있다"면서 "한 마디로 전통적인 시인"이라고 평했고,
조병춘은 "우리 민족의 문학적 생리에 배겨 있는 민중적·민요적 리듬을 가장 적절하게 건드려 준 시인"이라고 했다.
김현은 김소월의 시가 "전래의 정한의 세계를 새로운 리듬으로 표현해 낸 것이며, 그런 의미에서 새로운 민요에 속한다."고 했으며, 유종호는 김소월의 젊은 시절 시단에서 이른바 〈조선주의〉가 유행이었으나, 시인은 "조선이라는 말을 쓰지 않은 채 조국의 산하에 지천으로 피고 지는 진달래라는 표상을 선택함으로써 겨레 감정에 호소한다. 그는 추상적인 관념에서 출발하지 않고 구체에서 출발하는 것이다. 이 하나만 가지고서도 그는 당대의 누구보다도 시인이요 터주시인"이라고 했고,
김용직은 김소월을 "우리 현대시사의 한 표준이며 역사"라고 했다.
한국의 전통적인 한(恨)을 노래한 시인이며 짙은 향토성을 전통적인 서정으로 노래한 것으로 평가받고 있다.

## 작품 목록
시
<님의 노래>
- 〈낭인의 봄〉
- 〈진달래꽃〉
- 〈엄마야 누나야〉
- 〈먼 후일〉
- 〈산유화〉
- 〈접동새〉
- 〈가는 길〉
- 〈초혼〉
- 〈개여울〉
- 〈예전엔 미처 몰랐어요〉
- 〈바라건대는 우리에게 우리의 보습 대일 땅이 있었더라면〉
- 〈나의 집〉
- 〈춘향과 이도령〉
- 〈금잔디〉
- 〈삭주구성〉
- 〈산〉
- 〈꿈〉
- 〈무덤〉
- 〈추회〉
- 〈첫사랑〉
- 〈왕십리〉
- 〈길〉
- 〈집 생각〉
- 〈바다〉
- 〈그를 꿈꾼 밤〉
- 〈어려 듣고 자라 배워 내가 안 것은〉
- 〈눈물이수르르 흘러납니다〉
- 〈새벽〉
- 〈바람의 봄〉
- 〈삼수갑산〉
- 〈부모〉
- <무심>
- 〈옛이야기〉
- 〈못잊어〉
- 〈만나려는 심사〉
- 〈나는 세상 모르고 살았노라〉
- 〈오는 봄〉
- 〈가막 덤불〉
- 〈만리성〉
- 〈해가 산마루에 저물어도〉
- 〈고적한 〉
- <제이 엠 에스>

## 관련 서적
- 중고생도 함께 읽는 진달래꽃, 소월이 지금 나에게로 왔다 (장노현, 글누림출판사,2014)

## 가족 관계
- 아버지: 김성도
- 어머니: 장경숙
- 작은어머니(숙모): 계희영

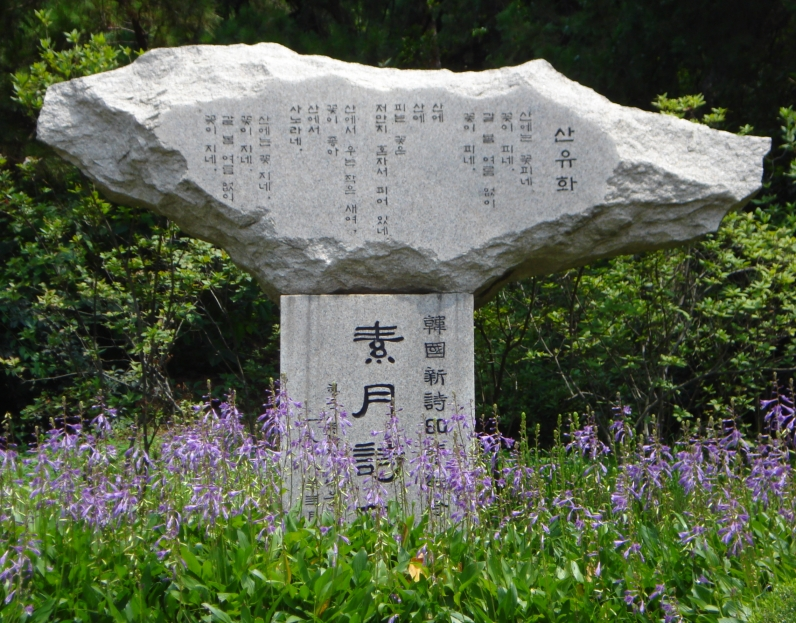
소월 김정식 시비. 서울 남산공원 소재.

- 부인: 홍단실(洪丹實) - 홍시옥(洪時玉)의 딸
  - 첫째 딸: 김구생[10]
  - 둘째 딸: 김구원[10]
  - 첫째 아들: 김준호[10]
  - 둘째 아들: 김은호[10]
  - 셋째 아들: 김정호 - 1953년 반공포로로 석방, 김소월의 자녀들 중 유일하게 남한에 거주하였다.
    - 손녀: 김은숙
    - 손자: 김영돈

  - 넷째 아들: 김낙호[10]

## 같이 보기
- 소월시문학상